# Chemins de traverse (film)
Pour les articles homonymes, voir Chemins de traverse.
Pour plus de détails, voir Fiche technique et Distribution.
Chemins de traverse est un film dramatique français réalisé par Manuel Poirier, sorti en 2004.

## Fiche technique
- Titre : Chemins de traverse
- Réalisation : Manuel Poirier
- Scénario : Manuel Poirier, d'après Carreteras segundaris de Ignacio Martínez de Pisón
- Photographie : Christophe Beaucarne
- Costumes : Catherine Plée
- Décors : Michelle Moal
- Musique : Bernardo Sandoval
- Son : Jean-Paul Bernard
- Montage : Joël Jacovella
- Production : 	Pan-Européenne (Paris) - Amanda Films - Cre-Acción Films (Madrid) - Poetiche Cinematografiche (Rome) - France 3 Cinéma
- Pays d'origine :  France
- Genre : drame
- Durée : 101 minutes
- Date de sortie : France - 10 mars 2004

## Distribution
- Sergi López : Victor
- Kevin Miranda : Félix
- Lucy Harrison : Roselyne
- Martine Geffrault-Cadec : l'aguicheuse